# Gustavus Green
Gustavus Green (11 de março de 1865 Hounslow, Inglaterra — 29 de dezembro de 1964 (99 anos) Twickenham, Inglaterra), foi um engenheiro britânico que fez contribuições significativas para o projeto dos primeiros motores de aeronaves.

## Biografia e carreira
Gustavus Green abriu uma fábrica de bicicletas em Bexhill-on-Sea no final da década de 1890 onde realizou trabalhos de engenharia leve nos arredores de Sussex, mantendo um escritório em Londres. Em 1904, Green trabalhou em patentes de automóveis e bicicletas, projetando e construindo motocicletas e motores, incluindo um carro de quatro cilindros de 26-30 HP que foi exibido em forma de chassi no salão do automóvel de 1906. As características desse motor chamaram a atenção do chefe da "Army Balloon Factory" em Farnborough, o Coronel Capper, que convidou Green para projetar uma versão do motor especificamente desenvolvida para uso no dirigível Nulli Secundus.
Em 1905 ele fundou a "Green Engine Co." para produzi-los. Os primeiros motores Green foram usados pelos pioneiros da aviação britânica como Alliott Verdon Roe e Samuel Cody, mas seus motores posteriores eram muito pesados para as aeronaves da época. Eles foram usados nos chamados "Coastal Motor Boat" (CMB) durante a Primeira Guerra Mundial.
O motor era um V-8 de 80 cv e um contrato foi assinado em 1908, embora o motor tenha sido transferido para um segundo dirigível, o Gamma, antes que o original fosse concluído, sendo este o primeiro dirigível britânico a voar movido por um motor britânico.
Em 1909, Green recebeu um prêmio de £ 1.000 do governo britânico por seu trabalho em motores aeronáuticos, e recebeu outro prêmio de £ 5.000 em 1914.
Após a Segunda Guerra Mundial, Green envolveu-se no desenvolvimento do conceito de "deck flexível" para porta-aviões. Suas idéias para tal deck culminaram no pouso bem-sucedido de um de Havilland Sea Vampire, pilotado por Eric "Winkle" Brown, em um deck experimental de borracha instalado no HMS Warrior.
Green se tornou um "companheiro honorário" da "Royal Aeronautical Society" em 1958. Ele morreu em dezembro de 1964, em sua casa em Twickenham, apenas alguns meses antes do que teria sido seu 100º aniversário.